# جنیفر یو نلسون
جنیفر یو نلسون (انگلیسی: Jennifer Yuh Nelson؛ زادهٔ ۷ مهٔ ۱۹۷۲) کارگردان اهل ایالات متحده آمریکا است. سازنده انیمیشن پاندا گونگ فوکار